# アブ (ユダヤ暦)
アブ（ヘブライ語: אָב、英語: Av）はユダヤ暦の月。

## 概要
月名はバビロニア暦のAbuに由来する。現代で使用されている政治暦では11月であるが、古代使用されていた宗教暦ではニサンの月から数えるため5月となる。詳しくはユダヤ暦#宗教暦と政治暦を参照のこと。
月の長さは30日間であり、グレゴリオ暦では、7月から8月の時期にあたる。

## 主な行事
- 9日 - 神殿崩壊日（アブの9日）